# Internationale Berufsakademie
Die iba | Internationale Berufsakademie ist Deutschlands größte staatlich anerkannte Berufsakademie im tertiären Bildungsbereich, die duale Bachelorstudiengänge anbietet. Die englischsprachige Bezeichnung lautet University of Cooperative Education.

## Geschichte
Die iba wurde im Jahr 2006 als eine Kooperation aus der F+U Unternehmensgruppe und der BA Nordhessen von Hans-Dieter Sauer gegründet. Sie ist Teil der F+U Unternehmensgruppe, die über 40 Jahre Erfahrung im Bildungssektor verfügt. Zunächst startete das duale Studium an den iba-Studienorten in Darmstadt, Erfurt und Heidelberg. Die iba ist mit rund 4.000 Studierenden an zwölf Studienorten sowie dem Virtuellen Campus vertreten.

## Anerkennung und Akkreditierung
Die iba | Internationale Berufsakademie der F+U Unternehmensgruppe gGmbH hat ihren Sitz in Darmstadt.
Sie ist eine private Berufsakademie auf der Grundlage des hessischen Gesetzes über die staatliche Anerkennung von Berufsakademien. Sie ist deutschlandweit unbefristet staatlich anerkannt und untersteht der Aufsicht des Hessischen Ministeriums für Wissenschaft und Kunst (HMWK).
Die dualen Bachelorstudiengänge Betriebswirtschaftslehre und Betriebswirtschaftslehre Interkulturelle Kompetenzen (Bachelor of Arts, B.A.) werden regelmäßig durch die Zentrale Evaluations- und Akkreditierungsagentur (ZeVA) akkreditiert. Die dualen Bachelorstudiengänge Soziale Arbeit & Management (Bachelor of Arts, B.A.) und Soziale Arbeit, Management & Coaching (Bachelor of Arts, B.A.) sowie Angewandte Therapiewissenschaften in den Schwerpunkten Physiotherapie (Bachelor of Science, B.Sc.), Ergotherapie (Bachelor of Science, B.Sc.) und Logopädie (Bachelor of Science, B.Sc.) werden regelmäßig durch die Akkreditierungsagentur im Bereich Gesundheit und Soziales (AHPGS) akkreditiert.

## Studienmodell
Das duale Studium an der iba kombiniert theoretischen Unterricht und praktische Erfahrung im innovativen Modell der geteilten Woche. Das bedeutet für die Studierenden zwei feste Studientage an der iba und maximal drei Praxistage im Unternehmen. Dabei werden jeweils 20 Stunden für die iba und das Praxisunternehmen beansprucht.
Das Studienmodell erhielt für die Fachrichtung Hotel- und Tourismusmanagement im Studiengang Betriebswirtschaftslehre den Willy-Scharnow-Preis 2009 der Willy Scharnow-Stiftung für Touristik.

## Studiengänge
Die iba bietet folgende Bachelorstudiengänge an:
- Betriebswirtschaftslehre und Betriebswirtschaftslehre Interkulturelle Kompetenzen in jeweils 20 Spezialisierungen:
  - Change Management
  - Digital Business Management
  - Finanzdienstleistungen
  - Fitness- & Bewegungsmanagement
  - Gastronomiemanagement
  - Gesundheitsmanagement
  - Hotelmanagement
  - Immobilienmanagement
  - Innovationsmanagement
  - Lieferkettenmanagement & Logistik
  - Marketing & Digitale Medien
  - Personalmanagement
  - Qualitäts- & Nachhaltigkeitsmanagement
  - Sales Management
  - Sportmanagement
  - Steuern
  - Tourismusmanagement
  - Veranstaltungsmanagement
  - Versicherungen
  - Wirtschaftsprüfung

- Soziale Arbeit & Management und Soziale Arbeit, Management & Coaching mit folgenden Wahlpflichtbereichen:
  - Inklusion
  - Psychische Erkrankung und Sucht
  - Kindheitspädagogik
  - Kinder- und Jugendhilfe
  - Schulsozialarbeit und Schulbegleitung

- Angewandte Therapiewissenschaften (nur an den Studienorten Darmstadt und Heidelberg)
  - Schwerpunkt Ergotherapie
  - Schwerpunkt Physiotherapie
  - Schwerpunkt Logopädie

## Studienorte
Die iba ist deutschlandweit mit zwölf Studienorten sowie dem virtuellen Campus vertreten, die aktuell von 4.000 Studierenden besucht werden: Berlin, Bochum, Darmstadt, Erfurt, Hamburg, Heidelberg, Kassel, Köln, Leipzig, München, Münster, Nürnberg und virtueller Campus.

## Studienstart und Studiendauer
- Betriebswirtschaftslehre: 01. Oktober | 6-semestrig
- Betriebswirtschaftslehre Interkulturelle Kompetenzen: 01. April | 7-semestrig
- Soziale Arbeit & Management: 01. Oktober | 7-semestrig
- Soziale Arbeit, Management & Coaching: 01. April | 8-semestrig
- Angewandte Therapiewissenschaften – Schwerpunkt Ergotherapie: 01. Oktober | 8-semestrig
- Angewandte Therapiewissenschaften – Schwerpunkt Physiotherapie: 01. Oktober | 8-semestrig
- Angewandte Therapiewissenschaften – Schwerpunkt Logopädie: 01. Oktober | 8-semestrig

## Abschlüsse
Die Studiengänge und Abschlüsse der iba sind akkreditiert und staatlich anerkannt. Die Bachelorabschlüsse der iba sind denen an Hochschulen rechtlich gleichgestellt und qualifizieren für eine anspruchsvolle Berufstätigkeit sowie grundsätzlich für ein Masterstudium an einer deutschen oder internationalen Hochschule oder Universität. 
Die iba verleiht folgende Abschlüsse:
- Betriebswirtschaftslehre und Betriebswirtschaftslehre Interkulturelle Kompetenzen: Bachelor of Arts (B.A.); IHK-Prüfung unter bestimmten Voraussetzungen möglich
- Soziale Arbeit & Management: Bachelor of Arts (B.A.); Staatlich anerkannter Sozialarbeiter/Sozialpädagoge

Beim Studiengang Soziale Arbeit, Management & Coaching erwirbt man zusätzlich die integrative Zusatzqualifikation Junior Coach (iba)
- Angewandte Therapiewissenschaften – Schwerpunkt Physiotherapie: Bachelor of Science (B.Sc.)
- Angewandte Therapiewissenschaften – Schwerpunkt Ergotherapie: Bachelor of Science (B.Sc.)
- Angewandte Therapiewissenschaften – Schwerpunkt Logopädie: Bachelor of Science (B.Sc.)

## Zulassungsvoraussetzungen
Einer der folgenden Abschlüsse:
- Allgemeine Hochschulreife (Abitur)
- Fachgebundene Hochschulreife
- Fachhochschulreife
- Meister:innenprüfung
- Qualifizierte Berufsausbildung nach Mittlerem Schulabschluss (Realschulabschluss)
- Ausländische Schul- und Studienabschlüsse
- Vergleichbare Abschlüsse der beruflichen Aufstiegsfortbildung (z. B. Fachwirt:in; Personen mit Abschlüssen an Fachschulen; Personen mit entsprechenden Abschlüssen für Berufe im Gesundheitswesen und im Bereich sozialpflegerischer oder sozialpädagogischer Berufe)

Ein Numerus clausus besteht derzeit nicht.

## Finanzierung und Vergütung
Die Studiengebühren variieren je nach Studiengang und werden in der Regel vom Praxisunternehmen übernommen. Es fallen keine gesonderten Aufnahme- und Prüfungsgebühren an. Für direkte Versetzungen bei Studienanfang in höhere Semester, wird eine kostenpflichtige, meist mündliche Prüfung durchgeführt. Zusätzlich erhalten Studierende eine Vergütung von ihrem Praxisunternehmen; die Höhe der Vergütung wird individuell zwischen Studierenden und Unternehmen vereinbart.

## Kooperationen
Die iba bietet Zugangsmöglichkeiten z. B. zur WiSo-Datenbank. Eine eigene Online-Bibliothek ist zum Teil nicht vorhanden. Die iba ist nicht Teil der Initiative „eduroam“, somit ist in einigen Universitäten bzw. Universitätsbibliotheken kein Internetzugang möglich. 

## Abschlussveranstaltungen
Gemeinsam mit den Studierenden organisiert die iba Bachelorabschlussveranstaltungen.  

## Praxisunternehmen
Mehr als 7.000 Praxisunternehmen deutschlandweit bilden in Zusammenarbeit mit der iba Nachwuchskräfte aus. Darunter sind erfolgreiche mittelständische Unternehmen und Institutionen sowie weltweit agierende Unternehmen unterschiedlicher Branchen. Die Praxisunternehmen führen dabei zumeist die Zweitkorrektur der Bachelorarbeiten durch.